# Cueva de el Tigre
La Cueva de El Tigre (Registro Karstico Centroamericano: Nr HN047) è un grande inghiottitoio carsico che si apre a 1.305 metri di quota sulla Montagna di Susmay nel Parco Nazionale della Sierra de Agalta nel Dipartimento di Olancho (Honduras).
Il suo dislivello di 220 metri ne fa la quarta grotta più profonda del paese e il suo pozzo iniziale (Pozzo del Cin) di 130 metri è il più profondo pozzo a campata unica di tutto l'Honduras.
Fu esplorata per i suoi 430 metri di sviluppo durante la spedizione italiana Plan Bonito 2005.
Si suppone che sia in comunicazione con altre tre importanti grotte dello stesso massiccio:
- Cueva de la Quebrada di Susmay (6.500 m di sviluppo)
- Cueva de Cielo de Piedra (2.500 m di sviluppo)
- Sistema El Respirador-Pescado (1.450 m di sviluppo)

costituendo così il più ampio sistema carsico di tutto l'Honduras.